# Битва за Бобровые плотины
Битва за Бобровые плотины (также Сражение при Бивер-Демс англ. Battle of Beaver Dams) состоялась 24 июня 1813 года, во время англо-американской войны. Американская колонна вышла из Форт-Джордж и попыталась застать врасплох аванпост британцев в Бивер-Демс, разместившись на ночь в деревне Куинстон. Лора Секорд, жительница Квинстона, узнав об американских планах, преодолела большое расстояние, чтобы предупредить британцев в доме ДеКоу, каменном доме недалеко от современного университета Брока. Когда американцы возобновили свой марш, они попали в засаду индейцев и в конечном итоге сдались небольшому британскому отряду во главе с лейтенантом Джеймсом Фицгиббоном. Около 500 американцев, включая их раненого командира, были взяты в плен.

## Предыстория
26 мая 1813 года американцы выиграли битву за Форт-Джордж, захватив форт. Британцы отступили на позицию Барлингтонских высот возле западного края озера Онтарио, ненадолго оставив весь Ниагарский полуостров американцам. Американские войска пытались преследовать англичан, но их продвижение было остановлено в Битве при Стони-Крик британской контратакой. В то же время американская флотилия военных кораблей, которая поддерживала наземную группу армии на полуострове Ниагара, была поспешно отозвана, дабы не оставлять собственную базу без защиты. Американцы отступили назад, в Форт-Джордж. Британское командование организовало форпост в доме ДеКоу в современном городе Торолд, откуда ополченцы постоянно проводили рейды на аванпосты американцев.
Американский командир в Форт-Джордж, бригадный генерал Джон Паркер Бойд, решил устранить угрозу, исходящую от вражеских набегов, и восстановить боевой дух своих людей, сделав неожиданную атаку на форпост ДеКоу.

## План американцев
Американские войска, выделенные для атаки, возглавлял недавно продвинутый по службе полковник Чарльз Бурстлер из 14-го пехотного полка США. В его распоряжении были бойцы 14-го пехотного полка США, с отрядами 6-го, 13-го и 23-го пехотных полков США. Также была артиллерийская рота с одним 12-фунтовым и одним 6-фунтовым полевым орудием, и двадцать отрядов драгунов США. Нерегулярный корпус из сорока конных добровольцев из Нью-Йорка во главе с Кирениусом Чапином шёл впереди колонны. Все эти войска сопровождались двумя крупными телегами с продовольствием. В сумерках 23 июня силы Бурстлера тайно двинулись из Форт-Джорджа в Кингстон, где на ночь разместились в домах.

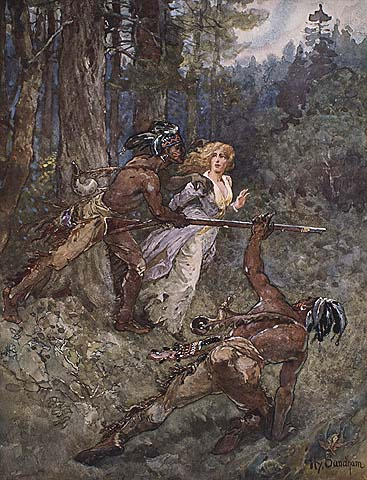
Воины мохоки сопровождают Лору Секорд до британской заставы

Несколько американских офицеров, разместились в доме капитана ополчения Джеймса Секорда, который был тяжело ранен в прошлом году в битве на Куинстонских высотах. Его жена, Лора Секорд, услышала, как офицеры обсуждали план атаки. Рано утром 22 июня, она решила предупредить англичан. Пройдя 17 миль (27 км) по лесу, она наткнулась на лагерь племени мохоков на «Ручье Двенадцати Миль». Воины отвели её к лейтенанту Джеймсу ФитцГиббону, который командовал британским форпостом. Информация, которую она передала ФитцГиббону, подтвердилась. Индейцы увидели американскую колонну возле Сент-Дэвидса.

## Сражение
Основным контингентом форпоста являлись 300 воинов племени мохоки. Номинально ими командовали капитан Доминик Дюшарм, лейтенант Исаак ЛеКлэром и Ж. Б. де Лоримье. Также офицер Уильям Джонсон Керр в своём распоряжении имел 100 воинов. Они устроили засаду в густом лесном массиве в 1,5 мили (2,4 км) к востоку от Бобровых плотин. ФитцГиббон с 46 бойцами 49-го пехотного полка находился в резерве.

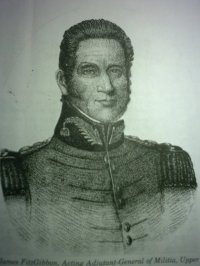
Джеймс ФитцГиббон

Ранним утром 24 июня американцы отправились к британскому форпосту. Пройдя какую-то часть пути разведчики сообщили о приближении племенных воинов по бокам и сзади. Бурстлер не изменил своих планов. Когда индейцы открыли огонь, он был ранен.
В этот момент вмешался отряд ФитцГиббона. Подняв «флаг мира», он предложил американцам сдаться. Раненому Бурстлеру пришлось капитулировать, так как на помощь британцам пришёл 104-й канадский полк из залива Двенадцати миль.
Американские войска сдались чуть южнее туннеля Торольда, к востоку от современного Уэллендского канала. Заключенных сопроводили сначала в форпост у дома ДеКоу, а затем на британскую базу в Боллс-Фолс.

## Потери
Индейцы потеряли пять вождей и воинов убитыми и 20 ранены, однако Дюшарм заявил, что 15 были убиты и 25 ранены.
В американском отчете говорится, что 25 солдат США убиты и 50 раненые; В плен попали 23 офицера и 489 солдат (вместе с ранеными). Позже утверждалось, что многие из раненых американцев были убиты воинами мохоки.

## Последствия
Потеря отряда Бурстлера деморализовала американцев в Форт-Джордж. С тех пор, они редко осмеливались посылать какие-либо патрули более чем в миле от форта. Но похожая ситуация произошла 8 июля, когда отряд состоящий из 8-го пехотного полка в сопровождении воинов племени Оттавы, под командованием капитана Мэтью Эллиота, и воинов племени мохоки под предводительством Джона Нортона организовали засаду на преследовавших их американский отряд состоящий из 13-го пехотного полка США под командованием лейтенанта Джозефа Элдриджа. Потери американцев составили 28 человек, некоторые из которых были скальпированы племенными народами.
Большинство американских солдат регулярной армии были переведены из Форт-Джордж в Гавань Сакетт в сентябре, оставив форт в руках нью-йоркского отряда ополчения.

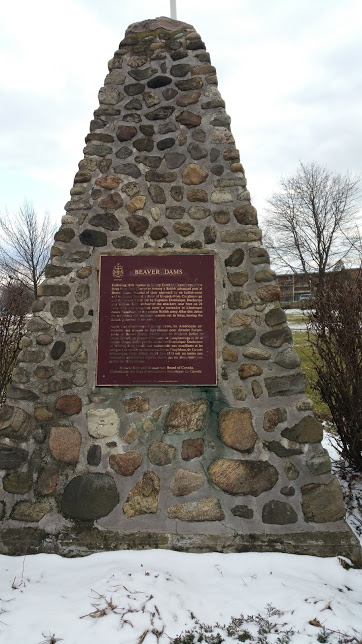
Памятник битве за Бобровые плотины теперь находится в Бивердамс Парк, Торольд
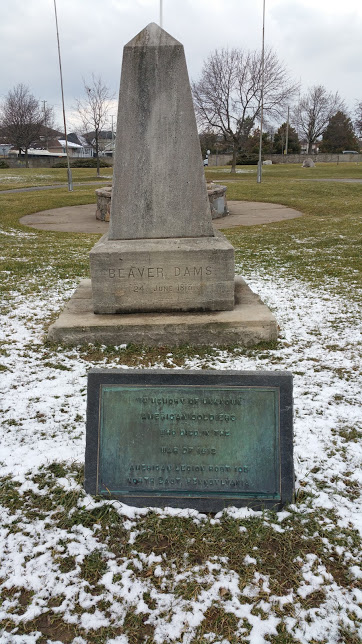
Памятник неизвестным американским солдатам, погибшим в битве за Бобровые плотины
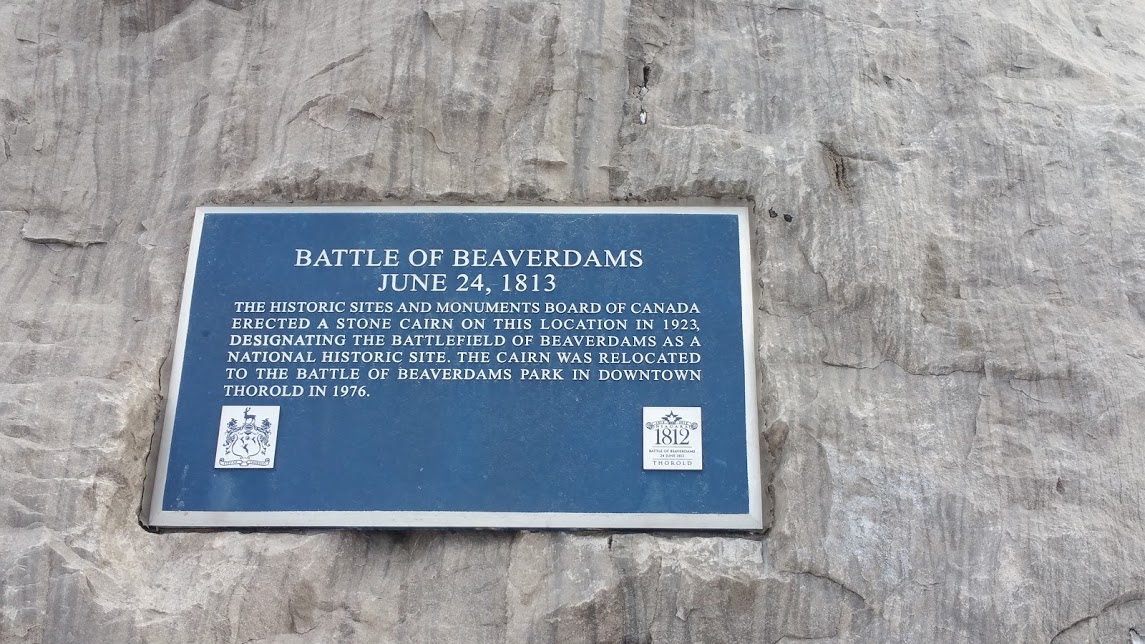
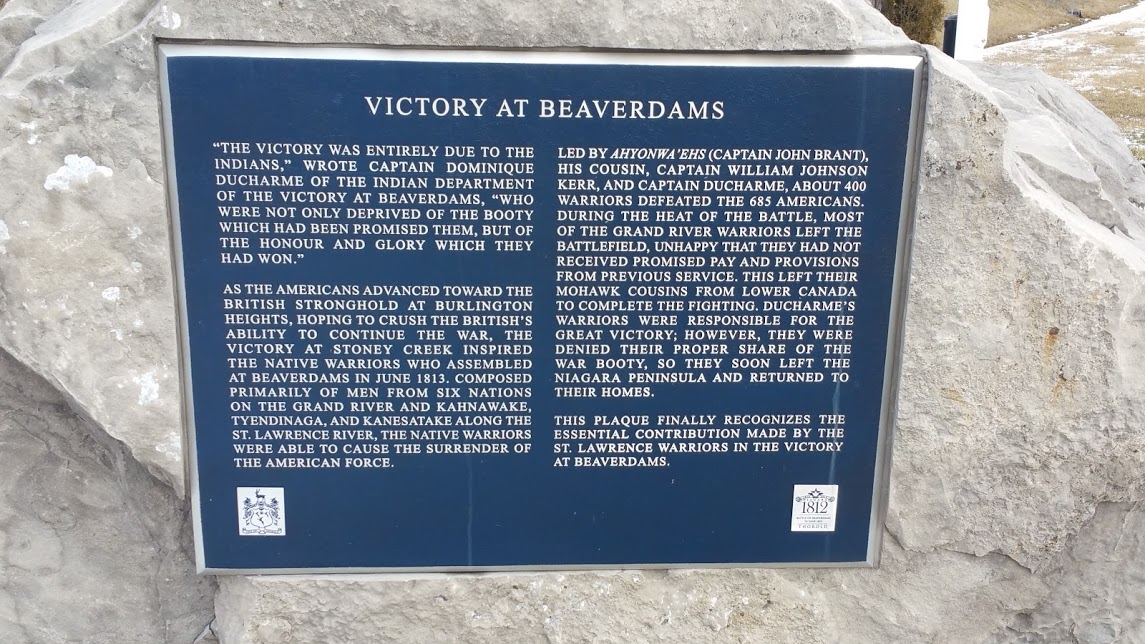
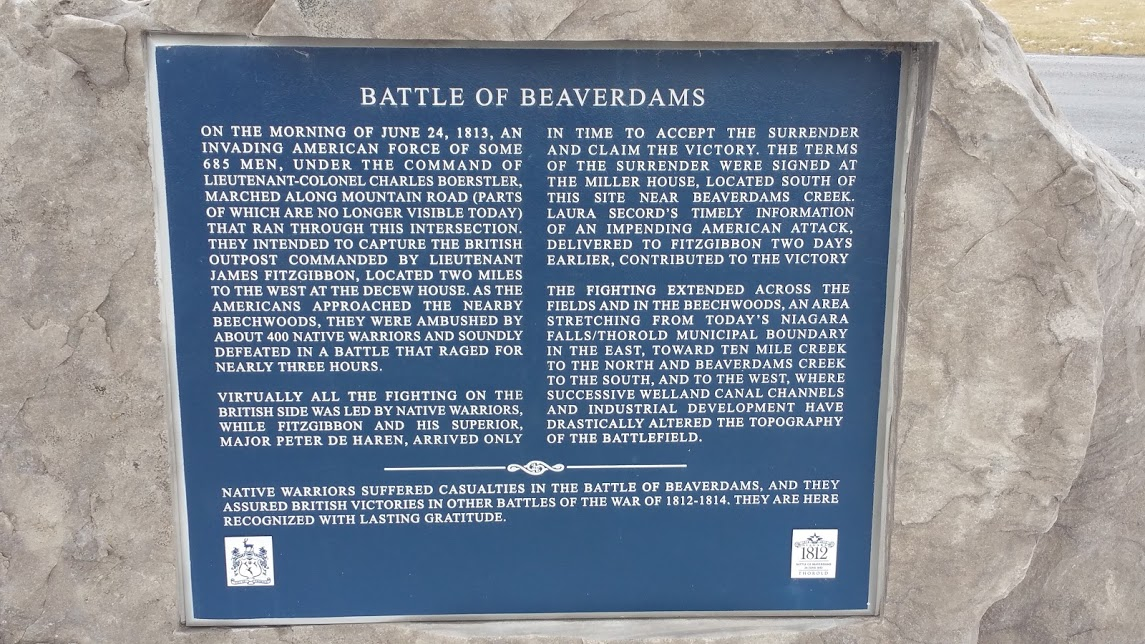

## Примечание
1. ↑  Benn, p.115
2. 1 2  Stanley, George F.G. The Indians in the War of 1812, in Zaslow (ed) p. 182
3. 1 2 3  Elting, p.134
4. 1 2  Eaton, p. 10
5. 1 2  Cruikshank, p. 141
6. ↑  Hitsman, p.151
7. 1 2  S.A. Curzon, Laura Secord, in Zaslow (ed), p.307
8. 1 2  Elting, p.132
9. ↑  Michael Betti, Township of Thorold, 1793—1967 : Centennial Project of the Township of Thorold, pg.47 Archived copy. Дата обращения: 21 июня 2011. Архивировано из оригинала 4 ноября 2012 года.
10. ↑  Michael Betti, Township of Thorold, 1793—1967 : Centennial Project of the Township of Thorold, pg.43 Archived copy. Дата обращения: 21 июня 2011. Архивировано из оригинала 4 ноября 2012 года.
11. ↑  Archived copy. Дата обращения: 21 июня 2011. Архивировано из оригинала 5 ноября 2011 года., Laura Secord Trek
12. ↑  Hitsman, pp.151, 155
13. ↑  Stanley, George F.G. The Indians in the War of 1812, in Zaslow (ed) p. 183